# Сходи Петара Кружича

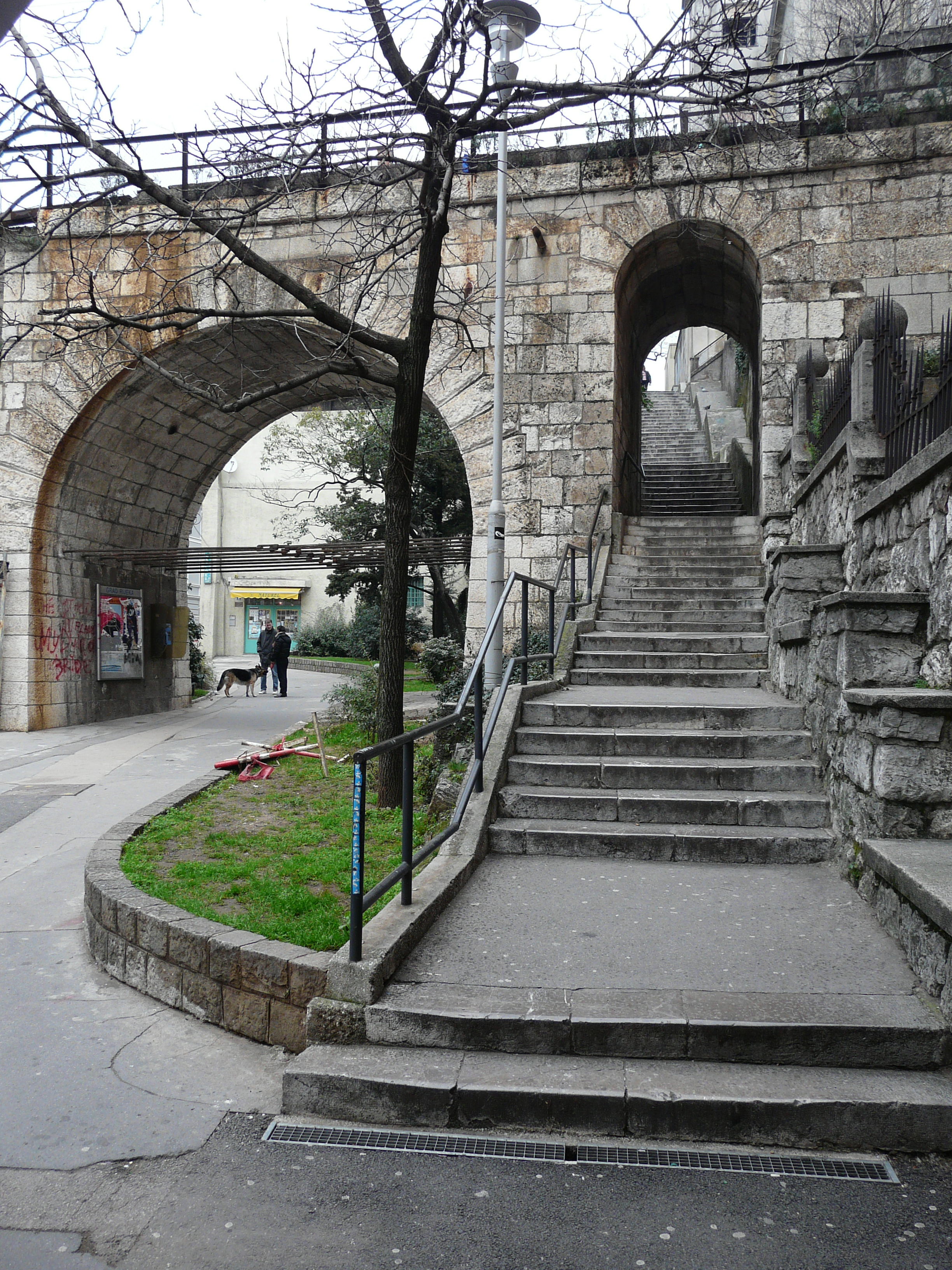
Початок сходів. Залізничний міст через сходи і далі вліво через річку Р'єчина побудований пізніше сходів

Сходи Петара Кружича — кам'яні сходи у місті Рієка (Хорватія), які ведуть від Рієки до передмістя Трсат.

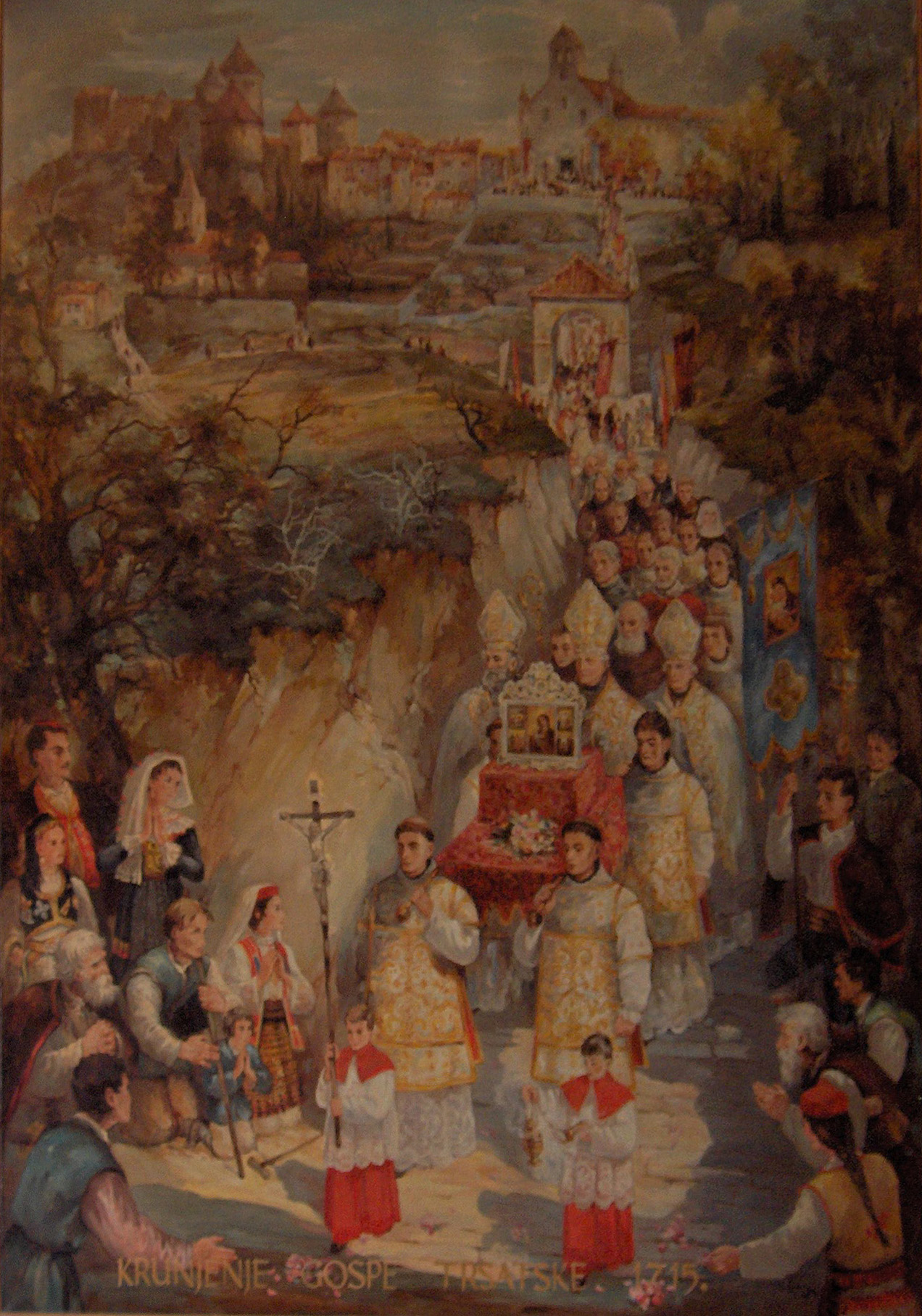
Процесія з іконою від церкви Діви Марії Трсатскої до Рієки. 1715 рік

Сходи починаються аркою від східного берега річки Р'єчина і ведуть вгору до поселення Трсат на плоскогір'я, що знаходиться на висоті 138 метрів над рівня моря. Сходи складаються з 561 сходинки й були побудовані для пілігримів як дорога до церкви Діви Марії Трсатскої у Трсаті.

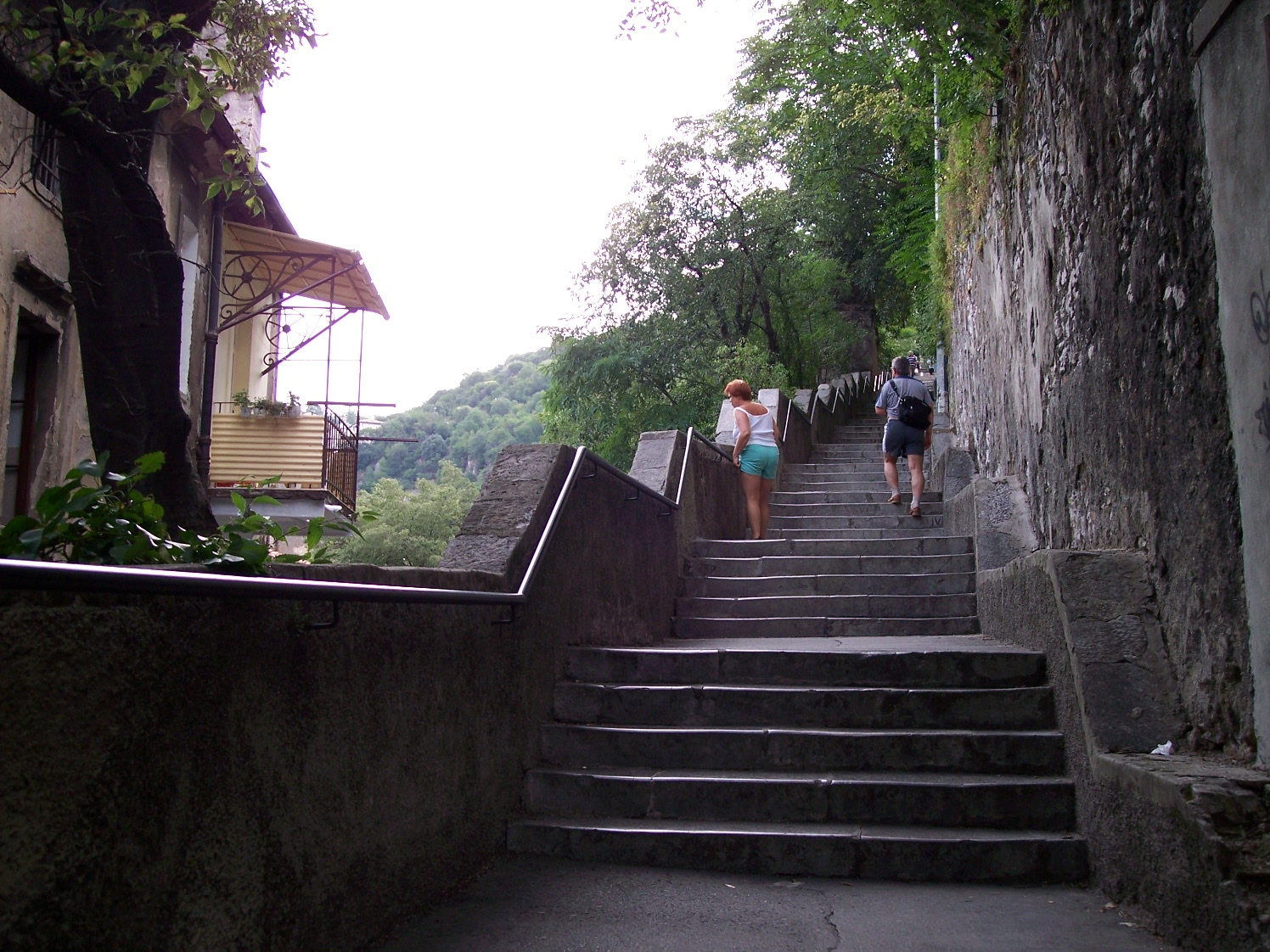
Сходи Петара Кружича.

Роботи зі створення обітних сходів було розпочато у 1531 році героєм битв з турками Петаром Кружичем (хорв. Petar Kružić), який побудував нижню частину сходів на шляху до базиліки Богоматері Трсатскої (XV століття). Тому сходи називають сходами Петра Кружіча. Пізніше сходи продовжили на 538 сходинок.
Вхідні ворота біля підніжжя сходів мають вигляд тріумфальної арки у стилі бароко. Ворота побудовані у першій половині XVIII століття.
Побудовані за обітницю каплиці вздовж сходів були створені між XV і XVIII століттями — по одній каплиці в кожному столітті.